# Klaus-Peter Möllmann
Klaus-Peter Möllmann (* 19. April 1956 in Halle (Saale)) ist ein deutscher Physiker.

## Werdegang
Klaus-Peter Möllmann studierte nach dem Abitur an der Martin-Luther-Universität Halle-Wittenberg und der Humboldt-Universität zu Berlin Physik und legte 1981 die Diplomprüfung ab, 1983 wurde er zum Dr. rer. nat. promoviert. Bis 1989 war er als wissenschaftlicher Assistent an der Humboldt-Universität zu Berlin als Labor- und Arbeitsgruppenleiter tätig. Von 1988 bis 1990 war er wissenschaftlicher Berater für Sensor- und Systementwicklung beim Werk für Fernsehelektronik in Berlin-Oberschöneweide. 1989 promovierte er mit einer Arbeit zum Thema „Halbleiterphysikalische Grundlagen der Entwicklung und Anwendung von HgCdTe-Photodioden für den infraroten Spektralbereich“ zum Dr. sc. nat. Von 1989 bis 1993 war er wissenschaftlicher Oberassistent am Fachbereich Physik am Institut für Festkörperphysik der Humboldt-Universität zu Berlin. 1993 wurde er wissenschaftlicher Berater und Anwendungsberater für Spektrometrie mit Geräten von Hitachi Scientific Instruments bei der Colora Messtechnik GmbH in Lorch (Württemberg). Seit März 1994 ist Möllmann als Professor für Experimentalphysik, insbesondere Festkörperphysik, an der Technischen Hochschule Brandenburg tätig.

## Lehr- und Forschungsgebiete
- Festkörperphysik, Halbleiterphysik, Mikrosystemtechnik
- Halbleitertechnologie, Werkstoffe
- Optoelektronik, integrierte Optik
- Sensorentwicklung und -anwendung
- Optik und Spektroskopie, insbesondere FTIR-Spektrometrie
- Thermographie
- Niedrigdimensionale Elektronensysteme